# 500 Miglia di Indianapolis 1996

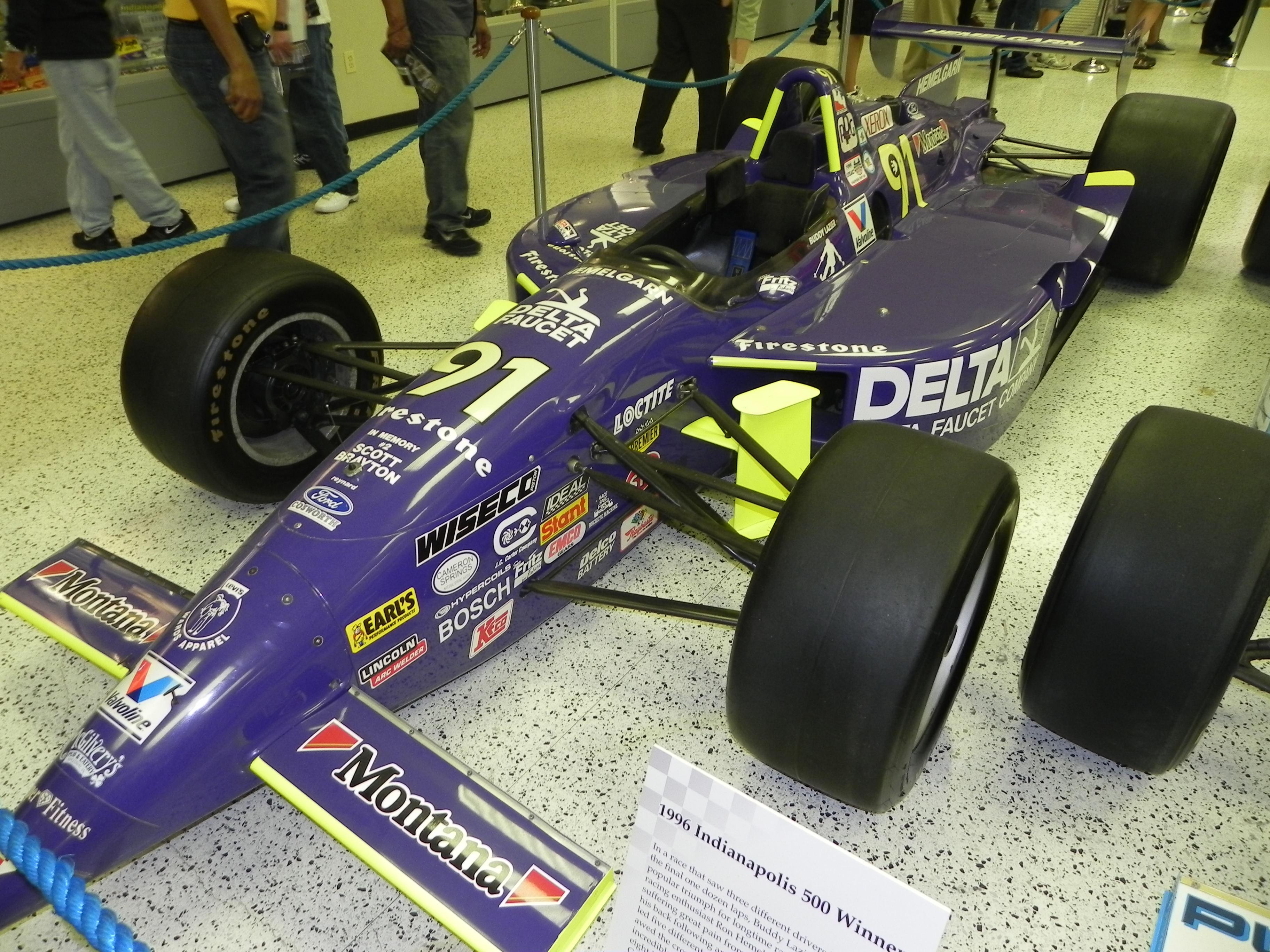
L'auto del vincitore Buddy Lazier

L'80ª edizione della 500 Miglia di Indianapolis si svolse domenica 26 maggio 1996 sull'ovale dell'Indianapolis Motor Speedway.
Questa fu la prima edizione della 500 Miglia organizzata dalla Indy Racing League, con il sostegno dell'USAC. Vinse Buddy Lazier, veterano delle corse americane, appena due mesi dopo un grave incidente in cui aveva riportato la rottura della schiena.
La gara fu preceduta da mesi di polemiche e controversie. La maggior parte dei migliori team e piloti delle corse americane boicottarono la gara, protestando contro un presunto blocco dei team CART da parte dell'IRL, organizzando lo stesso giorno un'altra gara, denominata U.S. 500, corsa sull'ovale del Michigan. Questa divisione fu conosciuta come "The Split". Le squadre partecipanti alla 500 Miglia di Indianapolis furono A.J. Foyt, Dick Simon, Hemelgarn Racing e Menard; di contro i team più importanti della CART come Penske, Ganassi, Newman/Haas, Rahal e altri gareggiarono nel Michigan.  Ci furono molti team nuovi, derivanti da categorie inferiori e/o di supporto, così come molti piloti con poca esperienza (furono 17 i rookie che si qualificarono a quest'edizione).
Scott Brayton conquistò la pole position, ma durante le prove del 17 maggio, in uscita da curva 2, andò a sbattere contro il muro esterno a 370 km/h. Subito soccorso, il pilota venne dichiarato deceduto sul colpo a causa della rottura delle ossa alla base cranica. Il compagno di squadra Tony Stewart, qualificatosi secondo, partì dalla pole position, mentre Danny Ongais prese il posto dello sfortunato Brayton (sulla macchina venne cambiato il numero di gara). Durante le prove, in una sessione che non determinava le posizioni di partenza, Arie Luyendyk stabilì il record per il giro più veloce della storia di Indianapolis, a quasi 240 miglia orarie (239,260 mph, 385,052 km/h).

## Contesto

### "The Split"
Le radici per la separazione fra CART e IRL furono piantate nei primi anni '90, quando il nuovo presidente dell'Indianapolis Motor Speedway, Tony George, iniziò a pensare a delle nuove idee da adottare per le gare. L'aumento dei costi, la diminuzione dei piloti statunitensi e i pochi ovali erano tra le preoccupazioni di George. A maggio del 1991 George pensò di adottare motori simili a quelli di Formula 1, aspirati da 3,5L, idea sfumata sul nascere. Dal 1992 al 1994 George fece parte del consiglio d'amministrazione della CART. Una volta uscito, nell'estate 1994, George annunciò la creazione della Indy Racing League, con la 500 Miglia di Indianapolis come gara principale, come serie alternativa a basso costo alla CART. Così facendo, la Indy 500 non sarebbe più stata riconosciuta come gara del campionato CART e le vetture di quest'ultimo non sarebbero state accettate come vetture per gareggiare. Nell'estate del 1995 la crisi non fu risanata e nacquero così i due campionati. I primi 25 piloti nella classifica IRL furono ammessi di diritto alla 500 Miglia di Indianapolis del 1996.

### Il boicottaggio dei team CART
Durante l'estate e l'autunno 1995 i team CART non erano d'accordo con la creazione del campionato IRL. Però, nell'attesa di una riconciliazione, gli stessi team provarono a organizzarsi per la 500 Miglia di Indianapolis. A novembre 1995 i team CART organizzarono un test sulle gomme a Indianapolis, ma i media iniziarono a far girar notizie su un possibile boicottaggio. Tali rumors furono confermati il 18 novembre, con l'annuncio dello svolgimento di una nuova gara di 500 miglia, la U.S. 500 presso l'ovale del Michigan, lo stesso giorno della 500 Miglia di Indianapolis. La reazione dell'IRL fu un enorme disappunto, con l'idea che l'atteggiamento della CART avrebbe danneggiato le corse americane. Ovviamente la CART la pensava al contrario. Gli unici team CART che si iscrissero alla gara furono Galles e Walker, ma non con i piloti impegnati nella CART.
Il campione in carica della Indy 500, Jacques Villeneuve, era passato in Formula 1 nell'inverno del 1996.

### Regole per il 1996
- L'età minima per gareggiare fu abbassata da 21 a 18 anni, permettendo così la partecipazione di Michel Jourdain Jr. a 19 anni e 267 giorni.

- Per la prima volta due marchi forniscono le gomme alle vetture: Firestone e Goodyear.

### Regola 25/8 e le entrate bloccate
Per la 500 Miglia di Indianapolis del 1996 fu introdotta la regola "25/8", secondo la quale 25 posti in griglia erano riservati ai primi 25 nella classifica generale della Indy Racing League, mentre i restanti 8 erano aperti a tutti. L'introduzione di questa regola fu controversa e fu la decisione da cui scaturì il boicotaggio della CART.

## Calendario di gara
| Calendario di gara — Maggio 1996 | Calendario di gara — Maggio 1996 | Calendario di gara — Maggio 1996 | Calendario di gara — Maggio 1996 | Calendario di gara — Maggio 1996 | Calendario di gara — Maggio 1996 | Calendario di gara — Maggio 1996 |
| Dom                              | Lun                              | Mar                              | Mer                              | Gio                              | Ven                              | Sab                              |
| -------------------------------- | -------------------------------- | -------------------------------- | -------------------------------- | -------------------------------- | -------------------------------- | -------------------------------- |
|                                  |                                  |                                  | 1                                | 2                                | 3                                | 4 ROP                            |
| 5 ROP                            | 6 ROP                            | 7 Prove                          | 8 Prove                          | 9 Prove                          | 10 Prove                         | 11 Pole Day                      |
| 12 Prove cronometrate            | 13 Prove                         | 14 Prove                         | 15 Prove                         | 16 Prove                         | 17 Prove                         | 18 Prove cronometrate            |
| 19 Bump Day                      | 20                               | 21                               | 22                               | 23 Carb Day                      | 24                               | 25 Parata                        |
| 26 Indy 500                      | 27 Memorial Day                  | 28                               | 29                               | 30                               | 31                               |                                  |

| \| Colore \| Note \| \| ------- \| ------------------------- \| \| Verde \| Prove \| \| Blu \| Prove cronometrate \| \| Argento \| Giorno di gara \| \| Rosso \| Pioggia* \| \| Vuoto \| Nessuna attività in pista \| * Include giorni dove l'attività in pista venne limitata dalla pioggia ROP — denota Rookie Orientation Program |                           |
| Colore | Note                      |
| Verde | Prove                     |
| Blu | Prove cronometrate        |
| Argento | Giorno di gara            |
| Rosso | Pioggia*                  |
| Vuoto | Nessuna attività in pista |

| Colore  | Note                      |
| ------- | ------------------------- |
| Verde   | Prove                     |
| Blu     | Prove cronometrate        |
| Argento | Giorno di gara            |
| Rosso   | Pioggia*                  |
| Vuoto   | Nessuna attività in pista |

## Griglia di partenza
| Fila | Interno | Interno             | Centro | Centro                | Esterno | Esterno            |
| ---- | ------- | ------------------- | ------ | --------------------- | ------- | ------------------ |
| 1    | 20      | Tony Stewart R      | 70     | Davy Jones            | 7       | Eliseo Salazar     |
| 2    | 3       | Eddie Cheever       | 91     | Buddy Lazier          | 21      | Roberto Guerrero   |
| 3    | 8       | Alessandro Zampedri | 22     | Michel Jourdain Jr. R | 12      | Buzz Calkins R     |
| 4    | 14      | Davey Hamilton R    | 60     | Mike Groff            | 33      | Michele Alboreto R |
| 5    | 9       | Stéphan Grégoire    | 30     | Mark Dismore R        | 4       | Richie Hearn R     |
| 6    | 64      | Johnny Unser R      | 18     | John Paul Jr.         | 45      | Lyn St. James      |
| 7    | 27      | Jim Guthrie R       | 5      | Arie Luyendyk W       | 11      | Scott Sharp        |
| 8    | 41      | Marco Greco         | 54     | Robbie Buhl R         | 96      | Paul Durant R      |
| 9    | 90      | Racin Gardner R     | 10     | Brad Murphey R        | 16      | Johnny Parsons     |
| 10   | 34      | Fermín Vélez R      | 75     | Johnny O'Connell R    | 52      | Hideshi Matsuda    |
| 11   | 43      | Joe Gosek R         | 44     | Scott Harrington R    | 32      | Danny Ongais*      |

     Scott Brayton ufficialmente si qualificò in pole position, ma rimase ucciso in un incidente nelle prove del 17 maggio. Danny Ongais lo sostituì in macchina nel giorno di gara; in accordo con le regole USAC, Ongais partì dal fondo della griglia.

## Riassunto della gara
La pioggia del mattino rischiava di ritardare la partenza, ma la pista era effettivamente asciutta. Il segnale a Mary Fendrich Hulman (presidente del circuito e nonna di Tony George) di dare il comando di avviare i motori fu dato in anticipo, poiché l'USAC non aveva terminato l'ispezione finale. Pertanto, i motori furono brevemente spenti per un minuto. Fu l'ultima volta che la Hulman diede il comando per l'accensione dei motori per la 500 Miglia. Dopo alcune esitazioni, le vetture partirono per i giri di riscaldamento. Hideshi Matsuda spense la macchina sul rettilineo principale, fu spinto nella pit lane dai commissari ma riuscì a ripartire per i giri di ricognizione.
Durante il primo giro di parata, Danny Ongais rimase un po' più arretrato rispetto al gruppo e fece il giro da solo per rendere omaggio alla memoria di Scott Brayton. Nel secondo giro di parata Johnny Unser fu costretto al ritiro da un problema alla trasmissione, ancora prima della partenza.

### Partenza
La partenza fu abbastanza lenta per gran parte della griglia, ma non per Tony Stewart che mantenne la prima posizione, mentre Eliseo Salazar superò Davy Jones per il secondo posto, e Roberto Guerrero sorpassò in un colpo solo Eddie Cheever e Buddy Lazier. Durante il primo giro, Mark Dismore compì un mezzo testacoda, finendo sul prato. Lo sporco causò una caution, durante la quale Scott Harrington, nel tentativo di recuperare la coda del gruppo, rischiò di tamponare chi lo precedeva, andando poi in un testacoda innocuo.
Al giro 11 si ruppe il motore sull'auto di Paul Durant, che si buttò nella corsia d'uscita della pit lane, salvo poi scivolare sul suo stesso olio. Alla ripartenza, al 18º giro, Ongais andò in testacoda in curva 4 senza riportare danni.

### Prima metà
Tony Stewart continuò a mantenere il comando per i primi 31 giri prima della sua sosta, che avvenne in anticipo rispetto al resto del gruppo, sollevando preoccupazioni sul consumo di carburante del Team Menard.
Sette secondi dietro, l'inseguimento era guidato da Roberto Guerrero, che aveva approfittato delle ripartenze per superare Davy Jones ed Eliseo Salazar. Durante la prima finestra di pit stop, Eddie Cheever dal quinto posto si trovò fuori dai giochi a causa di un problema con una pistola ad aria compressa. Jones, nel frattempo, ebbe una sosta lenta che lo fece scendere all'ottavo posto, spingendo il team Galles Racing ad adottare una diversa strategia di rifornimento.
A 11 secondi da Stewart, Eliseo Salazar tornò al secondo posto al 47º giro, e Arie Luyendyk, già in quinta posizione, toccò il muro due volte, senza subire danni. Un'altra caution arrivò al 50º giro dopo la rottura del motore di Johnny Parsons, e Tony Stewart decise di rientrare di nuovo ai box per riorganizzare la sua situazione del carburante, tornando in pista quarto; così fece anche Salazar. Roberto Guerrero condusse la ripartenza mentre Luyendyk tentò senza successo di sorpassare Buddy Lazier, che beneficiò del traffico. Dieci giri dopo, Stéphan Grégoire si ritirò per problemi al motore, dopo che una prima sosta tempestiva lo aveva portato tra i primi cinque.
Detriti sulla pista suscitarono un nuovo periodo di caution al 70º giro e un folto gruppo di piloti decise di rientrare ai box. Roberto Guerrero perse mezzo minuto nella sosta dopo un problema al bocchettone del carburante e un breve stallo. Anche Arie Luyendyk perse posizioni contro Tony Stewart, Eliseo Salazar e Alessandro Zampedri, ma l'olandese superò Salazar e Zampedri alla ripartenza. Davy Jones condusse la corsa fino al pit stop con bandiera verde al giro 87.
Poco prima della caution, il motore di Tony Stewart aveva sviluppato problemi di pressione di sovralimentazione, con un sospetto problema alla valvola pop-off temuto dai suoi ingegneri. Stewart, tuttavia, inseguì da vicino Buddy Lazier quando la gara riprese. Al giro 81, il suo motore si lasciò andare, e rientrò ai box un giro dopo per ritirarsi dalla gara. Stewart attribuì il guasto alle impopolari valvole pop-off fornite dall'USAC, che descrisse come "spazzatura". Nonostante la sua uscita anticipata dalla gara, fu riconosciuto come Rookie of the Year. Proprio dietro di lui, Eddie Cheever effettuò un pit stop, rischiando di andare un testacoda davanti alla macchina di Stewart nel momento di lasciare il box.
Arie Luyendyk raggiunse Buddy Lazier ed entrambi i piloti si impegnarono in un inseguimento ravvicinato fino a quando non emerse la caution al 94º giro, quando Brad Murphey ebbe un incidente alla curva 2. I leader si diressero ai box, dove Luyendyk stava per battere Lazier, ma la sua macchina si spense. Dopo che fu riavviata, Luyendyk riuscì a rientrare nella corsia dei box pochi centimetri davanti a Eliseo Salazar, che era alla sua destra. All'improvviso, Salazar sterzò verso Luyendyk, e la collisione mandò Salazar in testacoda attraverso l'erba e sulla pista stessa. La macchina di Luyendyk riportò danni al muso, una sospensione rotta e la carrozzeria danneggiata. Perse cinque giri per le riparazioni e si ritirò più tardi a 50 giri dalla fine. Anche la vettura di Salazar subì gravi danni alla fiancata, ma anch'essa fu riparata e perse solo un paio di giri.

### Seconda metà
A metà gara si erano ritirate undici vetture, e altre nove le avrebbero seguite nei successivi 50 giri. La gara ricominciò al 105º giro con Davy Jones in testa. Roberto Guerrero superò Buddy Lazier alla ripartenza, ma Jones guadagnò subito 10 secondi sul colombiano. Richie Hearn si sdoppiò superando Jones, trovandosi al sesto posto in quel momento.
Dopo aver perso dodici giri, la vettura di Fermín Vélez ebbe un grosso incendio sul rettilineo secondario, facendo uscire le bandiere gialle al giro 119. Durante la caution, Mike Groff, uno dei corridori di testa al quinto posto, subì la rottura di un tubo dell'olio che si rovesciò nell'abitacolo, riuscendo a raggiungere il box prima di precipitarsi fuori dall'auto illeso. Davy Jones e Roberto Guerrero si fermarono ai box durante il periodo di caution, lasciando Buddy Lazier in testa quando la gara riprese. Sia Jones che Guerrero colmarono rapidamente il divario su Lazier e Alessandro Zampedri, che rimaneva un secondo dietro.
Una caution tempestiva al 132º giro, causata dalla rottura del motore di Mark Dismore, definì le strategie in termini di consumo di carburante. Buddy Lazier, Alessandro Zampedri e Richie Hearn si fermarono ai box, con il pilota italiano che effettuò un'ulteriore sosta per rifornire prima della ripartenza, ed erano in grado di concludere la gara solamente con un altro pit stop. Sia Davy Jones che Roberto Guerrero avevano bisogno di una caution prima di uno dei due pit stop previsti, o dopo che i loro rivali avessero fatto il loro. Guerrero aveva superato Jones al giro 129, era in testa al gruppo alla ripartenza e tenne a bada un tentativo di sorpasso esterno alla curva 3. Jim Guthrie entrò nella corsia dei box dopo 148 giri con del fuoco sulla sua vettura, ma non ci fu bisogno delle bandiere gialle.
Al giro 150, il leader della classifica IRL Buzz Calkins si ritirò dalla gara dopo che un montante posteriore destro si era rotto in entrata della curva 1. Dopo aver allungato lo stint il più possibile, Roberto Guerrero si fermò al giro 160 e Davy Jones lo seguì un giro dopo. La sosta più veloce di Jones lo portò diversi secondi avanti. Tuttavia, ci si aspettava che Jones e Guerrero sarebbero rimasti senza carburante negli ultimi due giri se la gara fosse finita senza un'altra bandiera gialla. Qualche istante dopo, Scott Harrington, che era al 16º posto con nove giri di ritardo, si scontrò con Lyn St. James, 15ª con cinque giri di ritardo, mentre cercava di sorpassarla all'interno della curva 1. Entrambi i piloti si schiantarono violentemente contro il muro esterno, e la St. James subì una frattura al polso. La caution risultante risolse i problemi di carburante di Jones e Guerrero, ma non il loro dilemma sulla posizione in pista.
Con la bandiera gialla, Buddy Lazier riuscì a effettuare la sua ultima sosta programmata al giro 167, con abbastanza carburante per coprire la distanza di gara. La sosta fu però lenta, visto che lasciò i box alle spalle di Alessandro Zampedri. Anche Guerrero entrò ai box per fare il pieno, ma il meccanico inserì goffamente il bocchettone, il carburante fuoriuscì e l'auto prese fuoco. Rimase in condizioni sufficientemente buone per continuare a correre, ma la sua radio si era disconnessa e si temeva che Guerrero non avrebbe avuto abbastanza carburante a sua disposizione per arrivare alla fine. Jones rimase fuori, azzardando sul carburante, e prese il comando su Zampedri, Lazier, Guerrero e Richie Hearn, l'ultima vettura nel giro di testa, che aveva anch'egli rifornito.
Per la ripartenza, la vettura doppiata di Eliseo Salazar era proprio davanti a Jones. Quando la bandiera verde venne sventolata al giro 169, Salazar bloccò Jones all'uscita della curva quattro. Lungo il rettilineo, Jones tentò di sorpassare Salazar, ma il cileno si spostò verso l'interno, costringendo Jones a sfiorare il muro. Fu la seconda mossa controversa di Salazar nella gara; il proprietario del Team Scandia, Andy Evans, successivamente ammise che la mossa era intenzionale, nel tentativo di aiutare Zampedri. L'italiano approfittò della situazione e superò Jones all'esterno della curva 1. Mentre era in testa alla corsa, la sua squadra diventò sempre più preoccupata che il consumo di carburante della vettura fosse troppo alto per arrivare al traguardo senza fermarsi più.

### Arrivo
Davy Jones riuscì a rimanere a meno di un secondo da Alessandro Zampedri per circa 20 giri, nonostante fosse a corto di carburante e avesse subito alcuni danni alla sospensione a causa dell'episodio con Salazar, con Buddy Lazier a circa tre secondi di distanza. Al giro 189, la vettura di Zampedri sviluppò problemi di manovrabilità e sottosterzò alla curva 3, consentendo a Jones di prendere il comando all'interno della curva 4. Un giro dopo, Lazier utilizzò la curva 3 per sorpassare Zampedri all'esterno e andò all'inseguimento di Jones, a cui fu comunicato dal team di risparmiare carburante. Lazier, correndo a tutto gas, superò Jones per il comando lungo il rettilineo principale a 8 giri dalla fine, e iniziò a staccarsi, girando a oltre 232 miglia all'ora (373 km/h).
A sei giri dalla fine, l'auto di Eddie Cheever iniziò ad emettere fumo alla curva 2, depositando fluido sulla pista. Due giri dopo, sempre alla curva 2, Scott Sharp andò in testacoda dal sesto posto e si schiantò contro il muro interno, provocando le bandiere gialle. Durante la caution, come aveva già fatto in precedenza, Lazier alzò le mani fuori dall'abitacolo per allungare le dita e alleviare il crescente dolore alla schiena. I commissari ripulirono rapidamente la pista e la gara riprese a un giro dalla fine, con le bandiere bianca e verde esposte contemporaneamente.
Lazier era riuscito a doppiare Michel Jourdain Jr. prima che ci fosse la caution, e Jones, che aveva la possibilità di andare a tutta velocità e raggiungere Lazier, rimase troppo indietro per passare Jourdain, riuscendoci solo sul rettilineo secondario. Fu abbastanza per Lazier, che con un distacco di sei decimi di secondo ottenne la sua prima vittoria nella 500 Miglia di Indianapolis, che fu anche la sua prima vittoria in una gara di Formula Indy. Sei secondi più indietro, il debuttante Richie Hearn arrivò terzo, avendo superato Zampedri poco prima della caution. Fu il primo podio per tutti e tre i piloti; Lazier e Jones non erano mai arrivati più in alto del settimo posto.
Mentre i primi tagliavano il traguardo, si verificò un grave incidente alla curva 4. Roberto Guerrero, quinto classificato, che aveva perso un giro dopo essersi fermato ai box a 10 giri dalla fine, stava difendendo la sua posizione da Eliseo Salazar, ma non sapeva di avere un giro di vantaggio su di lui a causa della sua radio non funzionante. Andando quindi al massimo nell'ultimo giro, andò in testacoda alla curva 4 e scivolò davanti a Salazar e Alessandro Zampedri, che era in mezzo a loro dopo essere rimasto dietro a un gruppo di vetture doppiate. L'auto di Zampedri fu lanciata verso l'alto e volò con il muso contro le reti di protezione. Salazar passò sotto l'auto di Zampedri e si schiantò contro il muro esterno. Guerrero scivolò lungo la pista e si fermò nella zona dei box. Zampedri subì gravi lesioni ai piedi e rischiò di perdere il piede sinistro, che richiese l'amputazione di tre dita, ma riuscì a tornare a correre a Indianapolis un anno dopo. A causa dell'elevato numero di ritiri e poiché i contendenti più vicini (Danny Ongais, Hideshi Matsuda e Robbie Buhl) erano a 3 giri da loro, tutti e tre i piloti coinvolti nell'incidente mantennero le loro posizioni.

### Post-gara
Questa vittoria fu la prima per Buddy Lazier in una competizione di Formula Indy. Il suo precedente miglior risultato nella serie CART era stato un 7º posto alla Michigan 500 nel 1992. In effetti, non aveva mai visto la bandiera a scacchi nelle sue tre precedenti partecipazioni alla 500 Miglia di Indianapolis, e non era riuscito a qualificarsi per la gara quattro volte. Lazier divenne il primo pilota statunitense a ottenere la sua prima vittoria in Formula Indy alla 500 Miglia di Indianapolis dai tempi di Troy Ruttman nel 1952, e il primo assoluto dai tempi di Arie Luyendyk (1990). Per Davy Jones (2º), Alessandro Zampedri (4º) e Hideshi Matsuda (8º), questo sarebbe stato il miglior risultato della loro carriera in Formula Indy.
Al termine della gara, Scott Sharp e Buzz Calkins si ritrovarono a pari punti al primo posto della classifica. All'epoca il regolamento non prevedeva disposizioni in caso di pareggio, quindi i due piloti furono dichiarati campioni ex aequo della stagione inaugurale della Indy Racing League. Se fossero state in vigore le regole usate di solito in caso di pareggio, Calkins sarebbe stato dichiarato campione grazie alla sua vittoria al Walt Disney World Speedway nella prima gara della stagione. Inoltre, ottenne il maggior numero di punti tra i piloti IRL nell'anno solare 1996, con gare nel New Hampshire e a Las Vegas che si svolsero più avanti nell'anno per iniziare la stagione 1996-97.
Ford ottenne la sua ottava vittoria alla 500 Miglia di Indianapolis come motorista. L'azienda fornì i suoi motori all'IRL per le cinque gare del 1996, ma generalmente si schierò con la CART durante la divisione delle corse a ruote scoperte. L'azienda si consultò con l'IRL durante le fasi di pianificazione per la formula a motore aspirato del 1997, ma alla fine decise di non costruire motori con quelle specifiche. Ford-Cosworth continuò a concentrarsi su CART e Champ Car, rimanendo l'unico fornitore di motori durante gli ultimi anni della serie, e concluse il suo coinvolgimento nelle corse americane a ruote scoperte dopo l'unificazione del 2008.

## Risultati
| Pos. | Nº | Pilota                | Scuderia                | Telaio      | Motore               | Gomme | Giri | Tempo/Ritiro              | Pit Stop | Griglia | Giri in testa | Pti |
| ---- | -- | --------------------- | ----------------------- | ----------- | -------------------- | ----- | ---- | ------------------------- | -------- | ------- | ------------- | --- |
| 1    | 91 | Buddy Lazier          | Hemelgarn Racing        | Reynard 95I | Ford Cosworth XB     | F     | 200  | 3:22:45.753               | 5        | 5       | 43            | 35  |
| 2    | 70 | Davy Jones            | Galles Racing           | Lola T95/00 | Mercedes-Ilmor IC108 | G     | 200  | + 0.695                   | 5        | 2       | 46            | 33  |
| 3    | 4  | Richie Hearn R        | Della Penna Motorsports | Reynard 95I | Ford Cosworth XB     | G     | 200  | + 7.019                   | 6        | 15      | 0             | 32  |
| 4    | 8  | Alessandro Zampedri   | Team Scandia            | Lola T95/00 | Ford Cosworth XB     | G     | 199  | Incidente                 | 6        | 7       | 20            | 31  |
| 5    | 21 | Roberto Guerrero      | Pagan Racing            | Reynard 95I | Ford Cosworth XB     | G     | 198  | Incidente                 | 6        | 6       | 47            | 30  |
| 6    | 7  | Eliseo Salazar        | Team Scandia            | Lola T95/00 | Ford Cosworth XB     | G     | 197  | Incidente                 | 8        | 3       | 0             | 29  |
| 7    | 32 | Danny Ongais          | Team Menard             | Lola T95/00 | Menard Indy V-6      | F     | 197  | + 3 giri                  | 8        | 33      | 0             | 28  |
| 8    | 52 | Hideshi Matsuda       | Beck Motorsports        | Lola T94/00 | Ford Cosworth XB     | F     | 197  | + 3 giri                  | 7        | 30      | 0             | 27  |
| 9    | 54 | Robbie Buhl R         | Beck Motorsports        | Lola T94/00 | Ford Cosworth XB     | F     | 197  | + 3 giri                  | 6        | 23      | 0             | 26  |
| 10   | 11 | Scott Sharp           | A. J. Foyt Enterprises  | Lola T95/00 | Ford Cosworth XB     | G     | 194  | Incidente                 | 5        | 21      | 0             | 25  |
| 11   | 3  | Eddie Cheever         | Team Menard             | Lola T95/00 | Menard Indy V-6      | F     | 189  | + 11 giri                 | 7        | 4       | 0             | 24  |
| 12   | 14 | Davey Hamilton R      | A. J. Foyt Enterprises  | Lola T95/00 | Ford Cosworth XB     | G     | 181  | + 19 giri                 | 5        | 10      | 0             | 23  |
| 13   | 22 | Michel Jourdain Jr. R | Team Scandia            | Lola T95/00 | Ford Cosworth XB     | G     | 177  | + 23 giri                 | 5        | 8       | 0             | 22  |
| 14   | 45 | Lyn St. James         | Zunne Group Racing      | Lola T94/00 | Ford Cosworth XB     | G     | 153  | Incidente                 | 5        | 18      | 0             | 21  |
| 15   | 44 | Scott Harrington R    | Della Penna Motorsports | Reynard 95I | Ford Cosworth XB     | G     | 150  | Incidente                 | 6        | 32      | 0             | 20  |
| 16   | 5  | Arie Luyendyk W       | Byrd/Treadway Racing    | Reynard 94I | Ford Cosworth XB     | F     | 149  | Vettura danneggiata       | 5        | 20      | 0             | 19  |
| 17   | 12 | Buzz Calkins R        | Bradley Motorsports     | Reynard 95I | Ford Cosworth XB     | F     | 148  | Freni                     | 6        | 9       | 0             | 18  |
| 18   | 27 | Jim Guthrie R         | Blueprint Racing        | Lola T93/00 | Menard Indy V-6      | F     | 144  | Motore                    | 4        | 19      | 0             | 17  |
| 19   | 30 | Mark Dismore R        | Team Menard             | Lola T95/00 | Menard Indy V-6      | F     | 129  | Motore                    | 6        | 14      | 0             | 16  |
| 20   | 60 | Mike Groff            | Walker Racing           | Reynard 95I | Ford Cosworth XB     | G     | 122  | Incendio                  | 4        | 11      | 0             | 15  |
| 21   | 34 | Fermín Vélez R        | Team Scandia            | Lola T95/00 | Ford Cosworth XB     | G     | 107  | Motore                    | 2        | 28      | 0             | 14  |
| 22   | 43 | Joe Gosek R           | Team Scandia            | Lola T94/00 | Ford Cosworth XB     | G     | 106  | Radiatore                 | 5        | 31      | 0             | 13  |
| 23   | 10 | Brad Murphey R        | Hemelgarn Racing        | Reynard 94I | Ford Cosworth XB     | F     | 91   | Sospensione               | 2        | 26      | 0             | 12  |
| 24   | 20 | Tony Stewart R        | Team Menard             | Lola T95/00 | Menard Indy V-6      | F     | 82   | Motore                    | 4        | 1       | 44            | 11  |
| 25   | 90 | Racin Gardner R       | Team Scandia            | Lola T94/00 | Ford Cosworth XB     | G     | 76   | Sospensione               | 5        | 25      | 0             | 10  |
| 26   | 41 | Marco Greco           | A. J. Foyt Enterprises  | Lola T94/00 | Ford Cosworth XB     | G     | 64   | Motore                    | 2        | 22      | 0             | 9   |
| 27   | 9  | Stéphan Grégoire      | Hemelgarn Racing        | Reynard 95I | Ford Cosworth XB     | F     | 59   | Incendio del pacco bobine | 2        | 13      | 0             | 8   |
| 28   | 16 | Johnny Parsons        | Blueprint Racing        | Lola T93/00 | Menard Indy V-6      | F     | 48   | Radiatore                 | 1        | 27      | 0             | 7   |
| 29   | 75 | Johnny O'Connell R    | Cunningham Racing       | Reynard 95I | Ford Cosworth XB     | F     | 47   | Pescaggio carburante      | 2        | 29      | 0             | 6   |
| 30   | 33 | Michele Alboreto R    | Team Scandia            | Reynard 95I | Ford Cosworth XB     | G     | 43   | Cambio                    | 3        | 12      | 0             | 5   |
| 31   | 18 | John Paul Jr.         | PDM Racing              | Lola T93/00 | Menard Indy V-6      | G     | 10   | Accensione                | 2        | 17      | 0             | 4   |
| 32   | 96 | Paul Durant R         | ABF Motorsports         | Lola T92/00 | Buick Indy V-6       | G     | 9    | Motore                    | 0        | 24      | 0             | 3   |
| 33   | 64 | Johnny Unser R        | Project Indy            | Reynard 95I | Ford Cosworth XB     | G     | 0    | Trasmissione              | 0        | 16      | 0             | 2   |

### Statistiche
| Giri in testa | Giri in testa       |
| Giri          | Pilota              |
| ------------- | ------------------- |
| 1-31          | Tony Stewart        |
| 32-37         | Roberto Guerrero    |
| 38-41         | Buddy Lazier        |
| 42-54         | Tony Stewart        |
| 55-70         | Roberto Guerrero    |
| 71-86         | Davy Jones          |
| 87-97         | Buddy Lazier        |
| 98-120        | Davy Jones          |
| 121-133       | Buddy Lazier        |
| 134-158       | Roberto Guerrero    |
| 159-160       | Davy Jones          |
| 161-167       | Buddy Lazier        |
| 168-169       | Davy Jones          |
| 170-189       | Alessandro Zampedri |
| 190-192       | Davy Jones          |
| 193-200       | Buddy Lazier        |

| Totale giri in testa | Totale giri in testa |
| Giri                 | Pilota               |
| -------------------- | -------------------- |
| 47                   | Roberto Guerrero     |
| 46                   | Davy Jones           |
| 44                   | Tony Stewart         |
| 43                   | Buddy Lazier         |
| 20                   | Alessandro Zampedri  |

| Periodi di caution: 10 per 59 giri | Periodi di caution: 10 per 59 giri             |
| Giri                               | Motivo                                         |
| ---------------------------------- | ---------------------------------------------- |
| 3-5                                | Detriti                                        |
| 11-16                              | Testacoda di Durant in curva 3                 |
| 18-20                              | Testacoda di Ongais in curva 3                 |
| 50-55                              | Fumo dall'auto di Parsons                      |
| 69-73                              | Detriti                                        |
| 94-105                             | Incidente di Murphey in curva 2                |
| 119-124                            | Incendio del motore di Vélez                   |
| 132-139                            | Dismore fermo sul rettilineo                   |
| 162-168                            | Incidente di Harrington e St. James in curva 1 |
| 196-199                            | Incidente di Sharp in curva 2                  |